# Kabinet-Kaja Kallas I
Het eerste kabinet van Kaja Kallas was van 26 januari 2021 tot 18 juli 2022 de regering van Estland. Het kabinet werd gevormd door een coalitie van de liberale partij Eesti Reformierakond en de centristische en progressief-liberale Eesti Keskerakond, die samen over een meerderheid beschikten in de Riigikogu, het Estische parlement. Het was de eerste regeringscoalitie tussen deze twee partijen sinds 2003.
Het kabinet trad in januari 2021 aan na de val van het voorgaande kabinet-Ratas II, waarbij premier Jüri Ratas zijn ontslag aanbod wegens een corruptieschandaal. Zowel de Reformierakond als de Keskerakond waren in het kabinet-Kaja Kallas I met zeven ministers vertegenwoordigd.
In juni 2022 zette premier Kallas de ministers van de Keskerakond uit de regering, nadat die partij bij een stemming in het parlement steun had gegeven aan de rechtse oppositiepartij EKRE. De stemming draaide om het verplicht stellen van de Estse taal in het basisonderwijs, terwijl een kwart van de bevolking in Estland van Russische afkomst is.
De regering van Kallas ging kortstondig verder als minderheidskabinet, enkel nog bestaande uit de Reformierakond, maar al snel smeedde de partij (met goedkeuring van president Alar Karis) een nieuwe meerderheidscoalitie met Isamaa en de Sociaaldemocratische Partij. Het kabinet-Kaja Kallas II trad aan op 18 juli 2022.

## Samenstelling

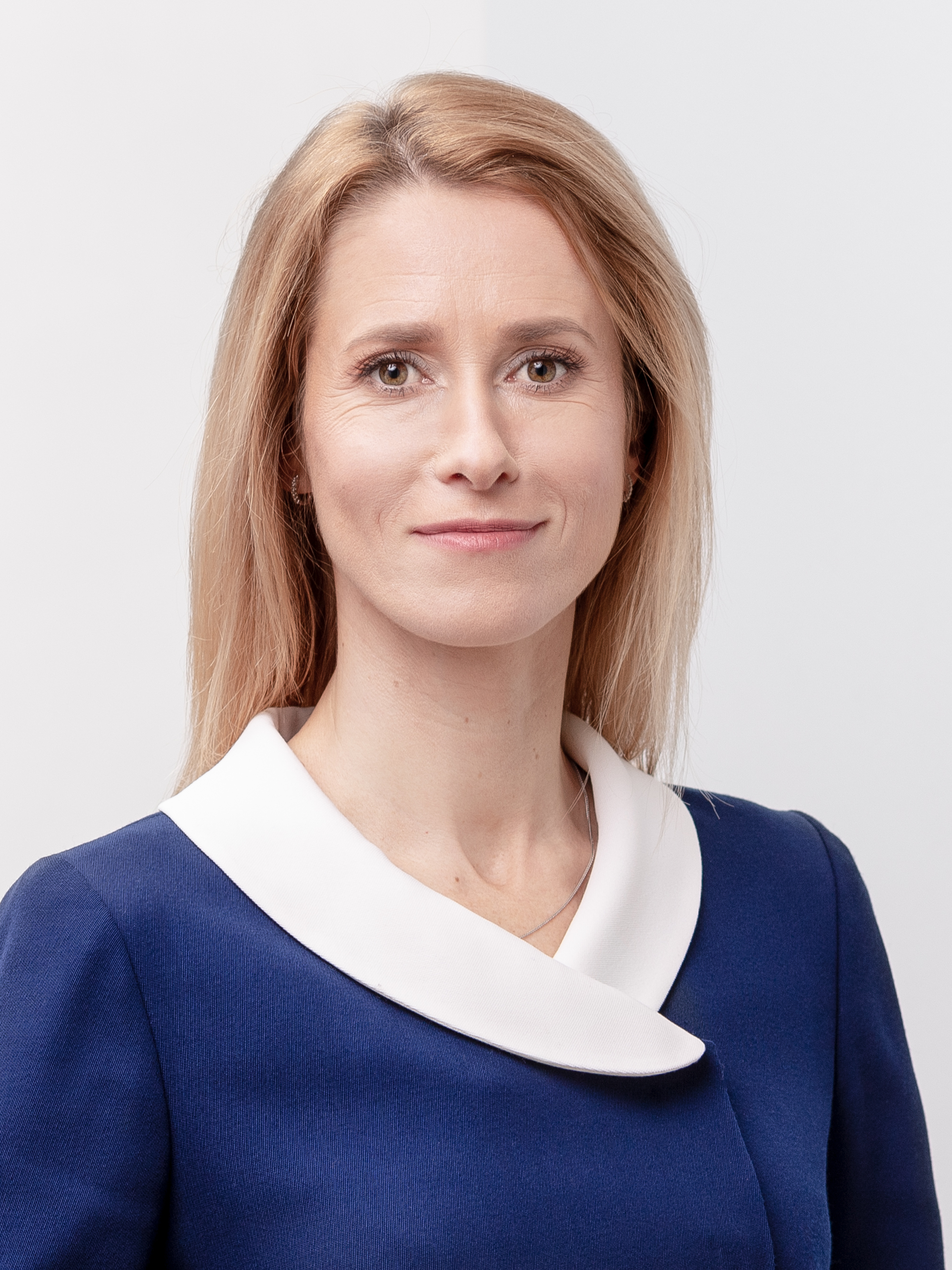
Premier Kaja Kallas

| Functie                                               | Naam                   | Begindatum       | Einddatum        | Partij               |
| ----------------------------------------------------- | ---------------------- | ---------------- | ---------------- | -------------------- |
| Minister-president                                    | Kaja Kallas            | 26 januari 2021  | 18 juli 2022     | Eesti Reformierakond |
| Minister van Financiën                                | Keit Pentus-Rosimannus | 26 januari 2021  | 18 juli 2022     | Eesti Reformierakond |
| Minister van Justitie                                 | Maris Lauri            | 26 januari 2021  | 18 juli 2022     | Eesti Reformierakond |
| Minister van Defensie                                 | Kalle Laanet           | 26 januari 2021  | 18 juli 2022     | Eesti Reformierakond |
| Minister van Landbouw                                 | Urmas Kruuse           | 26 januari 2021  | 18 juli 2022     | Eesti Reformierakond |
| Minister van Sociale Bescherming                      | Signe Riisalo          | 26 januari 2021  | 18 juli 2022     | Eesti Reformierakond |
| Minister van Onderwijs en Wetenschap                  | Liina Kersna           | 26 januari 2021  | 18 juli 2022     | Eesti Reformierakond |
| Minister van Ondernemerschap en Informatietechnologie | Andres Sutt            | 26 januari 2021  | 18 juli 2022     | Eesti Reformierakond |
| Minister van Openbaar Bestuur                         | Jaak Aab               | 26 januari 2021  | 3 juni 2022      | Eesti Keskerakond    |
| Minister van Binnenlandse Zaken                       | Kristian Jaani         | 26 januari 2021  | 3 juni 2022      | Eesti Keskerakond    |
| Minister van Buitenlandse Zaken                       | Eva-Maria Liimets      | 26 januari 2021  | 3 juni 2022      | Eesti Keskerakond    |
| Minister van Volksgezondheid en Werkgelegenheid       | Tanel Kiik             | 26 januari 2021  | 3 juni 2022      | Eesti Keskerakond    |
| Minister van Economische Zaken en Infrastructuur      | Taavi Aas              | 26 januari 2021  | 3 juni 2022      | Eesti Keskerakond    |
| Minister van Cultuur                                  | Anneli Ott             | 26 januari 2021  | 3 november 2021  | Eesti Keskerakond    |
| Minister van Cultuur                                  | Tiit Terik             | 8 november 2021  | 3 juni 2022      | Eesti Keskerakond    |
| Minister van Milieu                                   | Tõnis Mölder           | 26 januari 2021  | 18 november 2021 | Eesti Keskerakond    |
| Minister van Milieu                                   | Erki Savisaar          | 18 november 2021 | 3 juni 2022      | Eesti Keskerakond    |